# BBÖ 1570 sorozat
Az ÖBB 1570 sorozat, régebbi nevén a BBÖ 1570 sorozat egy (1A)'Bo(A1)' tengelyelrendezésű osztrák villamosmozdony-sorozat volt. 1925-ben gyártotta a Siemens-Schuckert és a Krauss. Összesen 4 db készült belőle. Az ÖBB 1978-ban selejtezte a sorozatot.